# Francesco II. Sforza
Francesco II. Sforza, též Francesco II. Maria Sforza (česky František II. Sforza, 4. února 1495 Milán – 24. října 1535 Vigevano) byl posledním milánským vévodou z rodu Sforzů a vládl v letech 1521 až 1535.

## Původ
Narodil se z manželství milánského vévody Lodovica Sforzy, zvaného Mouřenín (Lodovico il Moro), s ferrarskou princeznou Beatricí d'Este a měl pouze staršího bratra Massimiliana (Herkula Maxmiliána). Jeho děd Francesco (I.) se v roce 1450 zmocnil vlády nad Milánským vévodstvím a svůj nárok na vévodský stolec podložil manželčiným příbuzenstvím s posledním vévodou – Blanka Viscontiová byla nemanželskou dcerou posledního viscontiovského vévody Filipa. Po smrti prvního Sforzy se vlády ujal nejstarší syn Galeazzo, který však zemřel rukou vrahů po deseti letech panování a regentské vlády se za jeho malého synka Giana ujal Galeazzův mladší bratr a Francescův otec Lodovico.

## Vláda
Francesco II. usedl na vévodský stolec v důsledku soupeření francouzského krále s císařem Svaté říše římské. Francouzský král prosazoval své nároky na vévodství vojensky již od roku 1499, kdy z Milána vyhnal Francescova otce. V roce 1512 vyhnali sice francouzskou armádu krále Ludvíka XII. Švýcaři (Cambraiská liga), ale již v roce 1515 vpadli Francouzi do země znovu a zajali dosazeného vévodu Massimiliana, který se vzdal svých nároků za rentu třiceti tisíc dukátů. O šest let později vytlačili armádu krále Františka I. císařští.
Po porážce francouzských vojsk císařskými u Pavie v roce 1525 se vévoda Francesco II. připojil k alianci proti římsko-německému císaři Karlovi V., protože jeho vliv v Itálii byl příliš silný. Tento krok měl ovšem za následek vévodovo rychlé vyhnání z Milána císařskými vojsky. Sforza si však podržel kontrolu nad ostatními městy vévodství; do Milána byl znovu dosazen mírovou dohodou z Cambrai (tzv. "Dámský mír") z roku 1529.
Krátce před smrtí, roku 1534 se tehdy již churavý a napůl ochrnutý Francesco oženil s dánskou princeznou Kristinou (1521–1590), dcerou dánského krále Kristiána II. a neteří císaře Karla V. Manželství však zůstalo bezdětné (Kristin bylo v okamžiku svatby třináct a v okamžiku Františkovy smrti čtrnáct let) a tím vláda rodu Sforzů skončila. Francescova smrt předznamenala začátek Italských válek.